# Ulica Jana Matejki w Szczecinie
Ulica Jana Matejki – szczecińska ulica w dzielnicy Śródmieście, biegnąca od skrzyżowania z ul. Małopolską do skrzyżowania z ul. Księżnej Salomei. Nazwa ulicy nawiązuje do Jana Matejki – polskiego malarza, twórcy obrazów historycznych i batalistycznych z XIX wieku.

## Zabudowa i zagospodarowanie
W 1992 roku na narożniku z ulicą Józefa Piłsudskiego zakończyła się budowa dziewięciokondygnacyjnego kompleksu, w którym współcześnie znajduje się siedziba ZUS. Za skrzyżowaniem z ulicą Małopolską, po stronie zachodniej znajdują się budynki mieszkalne i lokal PZU. Po wschodniej stronie ulicy rozciąga się rozległy park Żeromskiego. Na przeciwko terenu zielonego wolne parcele zostały zajęte przez pięć wieżowców z wielkiej płyty. Za skrzyżowaniem z ulicą Jacka Malczewskiego znajdują się trzy kamienice oraz przystanek autobusowy. Istnieje również projekt zakładający wypełnienie obszaru w sąsiedztwie ulicy Jacka Malczewskiego przez wzniesienie kompleksu biurowego "Park Plaza" w najbliższych latach.

## Komunikacja miejska
Według stanu z 6 lutego 2025, ulicą Jana Matejki kursują następujące linie tramwajowe i autobusowe:
- linie tramwajowe: 
  - 1, 5, 10, 11[5][6]

- linie autobusowe: 
  - dzienne zwykłe: 58, 59, 68, 101, 107
  - dzienne pospieszne: A, C
  - nocne: 524, 525[5][7]